# موجة الدانوب
موجة الدَّانوب أو الدُّنَوْفِلَة (بالألمانية: Donauwelle) هي كعكة تقليدية مشهورة في ألمانيا والنمسا. وهي مصنوعة من طبقات من كعكة الرطل السادة وكعكة الشكلاطة مجتمعة للحصول على حدود متموجة بينهما. تحتوي كرزًا حامضًا يعلوها قشدة الزبدة والشكلاطة .

## التسمية
يأتي اسم الكعكة من النمط المتموج بداخلها وزخرفة الشكلاطة الملتفة. أما سبب تسميتها بنهر الدانوب على وجه الخصوص فغير واضح. فقد يشير ذلك إلى شعبيتها في تلك البلدان التي يتدفق فيها النهر.

## التحضير
الخليط هو خليط كعكة الرطل وهي كعكة مصنوعة بكميات متساوية بالوزن من الزبدة والطحين والبيض والسكر ثم تُقسم إلى جزأين ، أحدهما ملون بالكاكاو.
توضع العجينتين في طبقات على صينية الخبز خليط الشكلاطة فوق الخليط العادي قبل أن يُنثر الجزء العلوي بالكرز الحامض. يغوص الكرز في قاع الكعكة أثناء الخبز مسببًا المتموج.
بعد أن تبرد الكعكة تُزَيَّن بطبقة سميكة من قشدة الزبدة وطبقة من الشكلاطة والتي يمكن جعلها متموجة بالشوكة .